# Bomhus församling
Bomhus församling var en församling i Gästriklands kontrakt i Uppsala stift. Församlingen ingick i Gävle pastorat och låg i Gävle kommun i Gävleborgs län. Församlingen omfattade stadsdelen Bomhus i östra Gävle som till 1911 ingick i Valbo socken.  Församlingen uppgick 2021 i Gävle församling.

## Administrativ historik
Församlingen bildades 1995 genom utbrytning ur Gävle Staffans församling och som eget pastorat. Från 2014 till 2021 ingick församlingen i Gävle pastorat.  Församlingen uppgick 2021 i Gävle församling.

## Kyrkor
- Björsjökyrkan
- Bomhus kyrka